# 國際金融中心 (香港)
國際金融中心（簡稱國金；縮寫方式：ifc）是香港作為世界級金融中心的著名地標，位於香港島中環港景街1號及金融街8號，面向維多利亞港。由港鐵公司及新鴻基地產、恒基兆業地產、香港中華煤氣及中銀香港屬下的新中地產所組成的IFC Development Limited發展公司、由美國建築師西薩·佩里擔任設計建築師及由著名香港建築師嚴迅奇擔任項目建築師，其總樓面面積達43萬6千平方米。現為恒基兆業地產和香港金融管理局總部的所在地。現時為全港香港第二高的建築物及香港島最高的大廈，國際金融中心二期於2003年落成時，成為當時全球第五高、大中華地區第二高及香港第一高的建築物（現為全球第35高摩天大樓），後來位於香港西九龍，高484米的環球貿易廣場於2011年建成，以72米之差取代其香港第一高的地位。

## 歷史

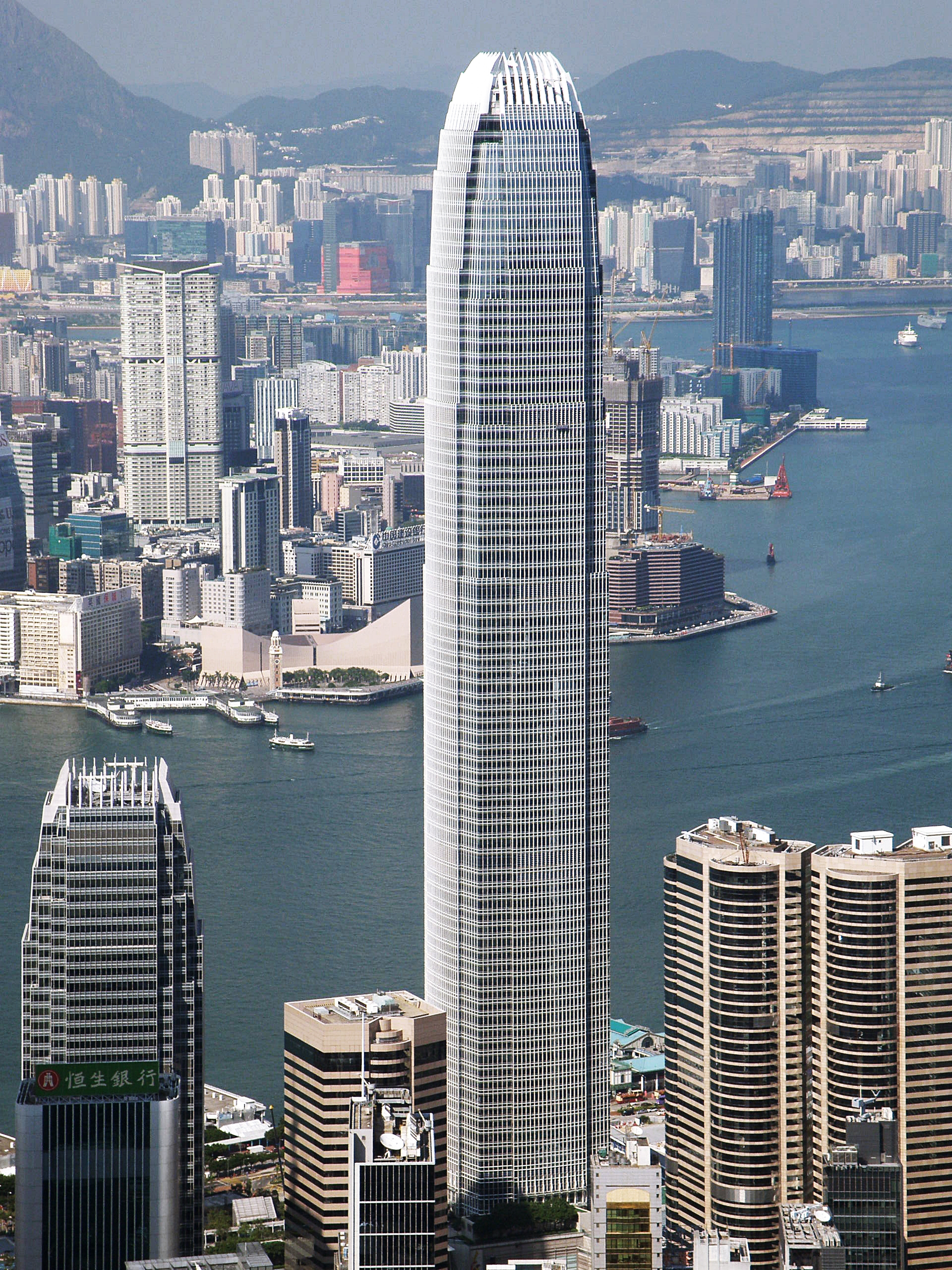
俯瞰國際金融中心

1990年代，香港政府宣佈香港機場核心計劃，計劃包括興建機場快綫連接香港國際機場與中環，並在港島中環對開的維多利亞港進行填海工程，以興建地鐵香港站。香港站上蓋則計劃興建多座商業大廈、酒店及商場，即現在的國際金融中心。工程把部份原有設施，如卜公碼頭及統一碼頭拆卸，並興建了多條新道路連接新建築物。發展商為計劃的設計舉行建築設計比賽，由美國籍建築師西萨·佩里勝出。
香港站上蓋發展計劃共分四期，第一期為國際金融中心一期，第二期設約588,900方呎商場及為一幢88層高的摩天寫字大廈，樓面面積約195萬1,600方呎，至於第四期為酒店項目，樓面約110萬方呎，約提供1,200間客房。
香港站上蓋發展計劃於1996年3月進行招標，其中2至4期的項目最終由新鴻基地產、恒基兆業、香港中華煤氣、中銀香港、新中地產及地鐵合作發展，並組成了中環海濱置業發展公司以300億元奪得項目的發展權，成為香港史上單一項發展成本最高的物業。其建築費達到每平方呎2,000元，較一般商廈的建築成本高出兩至三成。
由於發展規模龐大，當初地鐵招標時要求將整個項目分為四期，並分期磋商補地價，較早前地政總署便批出第二期的補地價為26億，平均每呎5,100元﹐雖然對1998年前批出的金額大幅下降四成，相以當時市道而言，補地價金額仍然偏高。
到1999年12月，因地產商提出香港站二至四期的公共樓面補地價過多的上訴理據合理，上訴得直，地政總署決定將原本63億的補地價降低至55億元﹐每呎樓面補地價亦由1,800元調低至1,571元，減幅一成三。當時地政總署署長布培指出，地鐵公司於1999年12月9日與政府達成削減香港站三期補地價協議，主要由於地鐵提出上蓋項目涉及的公共樓面太多的理由合理，果亦獲政府調減金額至55億元，他表示，有關金額反映樓市前景依然樂觀正面，但發展商在傾談補地價的過程中，態度仍然保守。
该项目一期英文名以小写写为 "One ifc"，同理二期写作"Two ifc"。

## 組成

### 國際金融中心一期

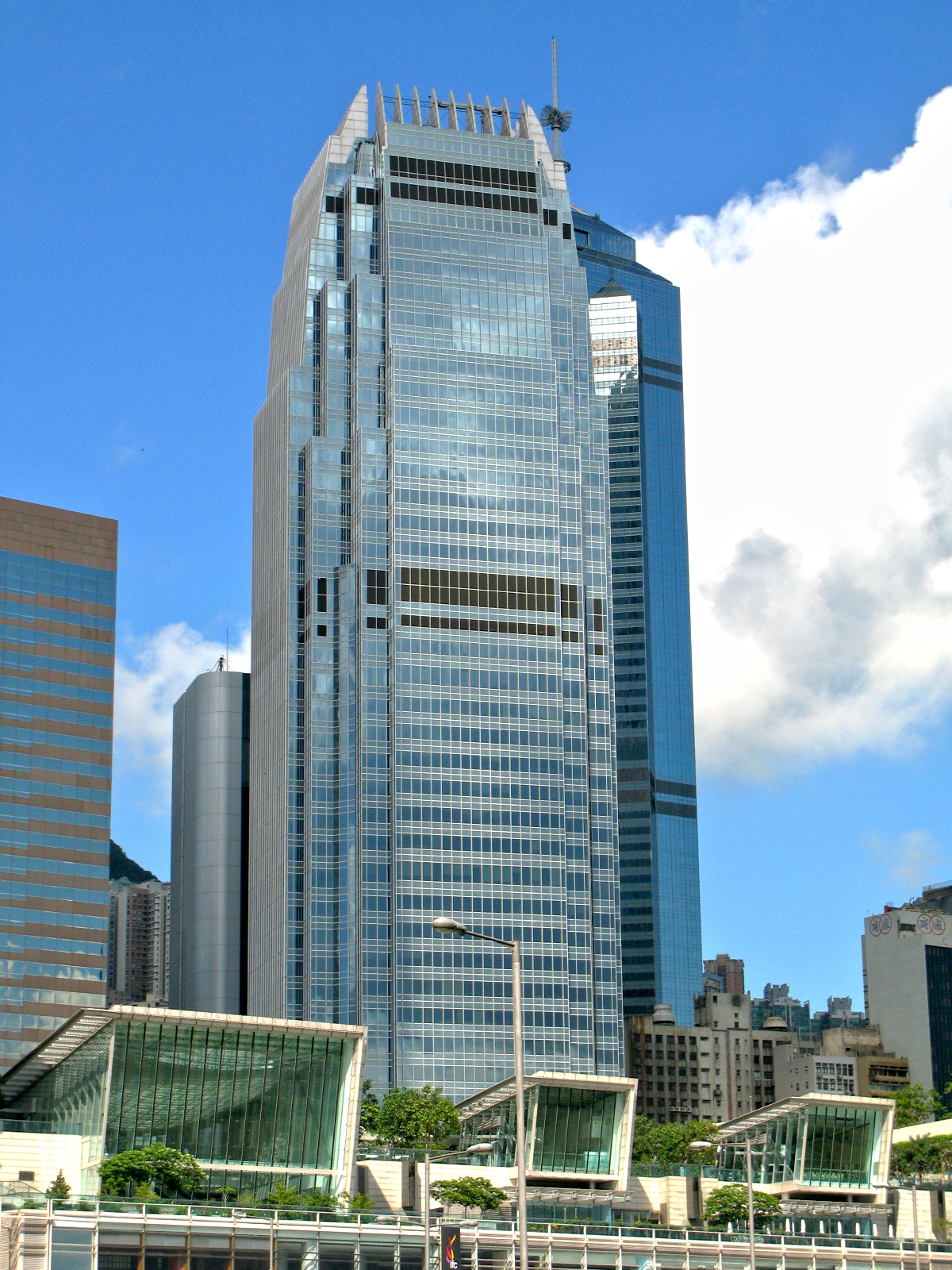
國際金融中心一期

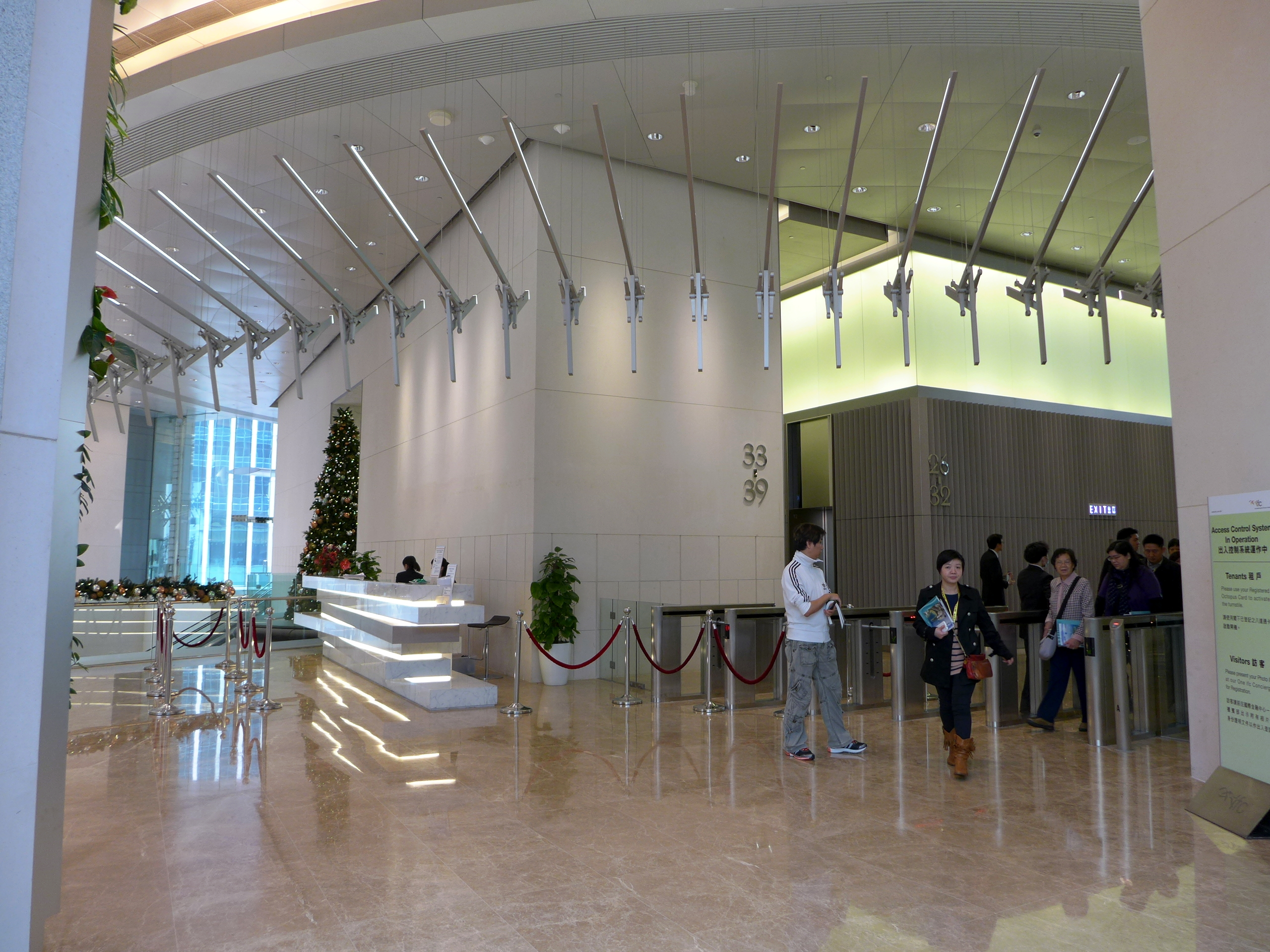
國金一期辦公室升降機大堂，於2014年完成翻新

國際金融中心一期（國金一期），樓高210米，屬於辦公室大廈，是國際金融中心首個完成的部份，於1998年7月6日入伙，共地上38層，地下4層，樓面面積7萬2,850平方米，設有4層交易樓層，供大型金融機構租用，共有18部電梯，分為4個服務區域，估計每日約有5,000人在此工作。基座設3層共18萬方呎的商場。
國際金融中心一期的主要租戶包括香港交易所（10至12樓，已遷回交易廣場）、富昌金融集團（已遷出）、麥格理集團（18至23樓）、海通國際證券（28樓）、中金公司（29樓）、環球銀行金融電信協會（SWIFT，已遷出）及瑞士寶盛銀行（37至39樓）等。
下列為國際金融中心一期部分租戶樓層分佈：
- 5樓：Lazard Asset Management（506室-508室），租用面積約3731方呎，月租約37萬元、
- 6樓：日興證券（香港）有限公司
- 7樓至8樓：三井住友銀行（SMBC）
- 9樓：新鴻基地產售樓處
- 10樓至12樓：兴业银行香港分行（CIBHK）
- 13樓：保誠、瀚亞投資（香港）有限公司（Eastspring Investments（Hong Kong）Limited）
- 17樓：International Finance Center Management Co Ltd（1710室）
- 18樓至23樓：麥格理銀行（Macquarie）
- 19樓：Lazard Asia（Hong Kong）Limited（1901室-1903室）、駿利亨德森投資（Janus Henderson Investors）（1911室-1915室）
- 20樓：德事商務中心[10]丶Zurich Private Capital Group、Milost Global、Universum Invenio、復華資產（2008室）、Flamestone Capital（豊實資本）
- 26樓：資本集團（Capital Group）（2601室）
- 28樓：海通國際證券有限公司（Haitong International Securities Company Limited）
- 17、18、25、29樓：中金公司（CICC）
- 30樓：澳門博彩控股有限公司（3001室-3006室）、Bain & Company、海通國際私人財富管理部（3007室-3010室）
- 32樓至33樓：國家開發銀行
- 34樓至35樓：新加坡銀行
- 36樓：中國東方國際資產管理有限公司
- 37樓：字節跳動，租用面積約16158方呎，料月租約194萬元
- 39樓：寶盛集團（Julius Baer）

#### 建築配置
下列僅列出主樓（即辦公大樓部分）的樓層配置；國際金融中心商場因專供購物中心使用，故不另列出。
| 國際金融中心一期主棟樓層配置表    | 國際金融中心一期主棟樓層配置表                                           | 國際金融中心一期主棟樓層配置表 |
| 樓層                              | 設施／承租戶                                                             | 備註                           |
| 頂部                              | 頂部                                                                     | 頂部                           |
| --------------------------------- | ------------------------------------------------------------------------ | ------------------------------ |
| 40                                | 機電層                                                                   |                                |
| M5                                | 機電層                                                                   |                                |
| M4                                | 機電層                                                                   |                                |
| 39                                | 寶盛集團（Julius Baer）                                                  |                                |
| 38                                |                                                                          |                                |
| 37                                |                                                                          |                                |
| 36                                | 中國東方國際資產管理有限公司                                             |                                |
| 35                                | 新加坡銀行                                                               |                                |
| 34                                | 辦公樓層                                                                 |                                |
| 33                                | 國家開發銀行                                                             |                                |
| 32                                | 國家開發銀行                                                             |                                |
| 31                                | 辦公樓層                                                                 |                                |
| 30                                | 澳門博彩控股有限公司（3001室-3006室）、Bain & Company                    |                                |
| 29                                | 中金公司（CICC）                                                         |                                |
| 28                                | 海通國際證券有限公司（Haitong International Securities Company Limited） |                                |
| 27                                | 辦公樓層                                                                 |                                |
| 26                                | 資本集團（Capital Group）（2601室）                                      |                                |
| M3                                | 機電層                                                                   |                                |
| M2                                | 機電層                                                                   |                                |
| 25                                | 辦公樓層                                                                 |                                |
| 23                                | 麥格理集團（Macquarie）                                                  |                                |
| 22                                | 麥格理集團（Macquarie）                                                  |                                |
| 21                                | 麥格理集團（Macquarie）                                                  |                                |
| 20                                | 麥格理集團（Macquarie）                                                  |                                |
| 19                                | 麥格理集團（Macquarie）                                                  |                                |
| 18                                | 麥格理集團（Macquarie）                                                  |                                |
| 17                                | International Finance Center Management Co Ltd（1710室）                 |                                |
| 16                                | 辦公樓層                                                                 |                                |
| 15                                | 辦公樓層                                                                 |                                |
| 13                                | Eastspring Investments（Hong Kong）Limited                               |                                |
| 12                                | 兴业银行香港分行（CIBHK）                                                |                                |
| 11                                | 兴业银行香港分行（CIBHK）                                                |                                |
| 10                                | 兴业银行香港分行（CIBHK）                                                |                                |
| 9                                 | 新鴻基地產售樓處                                                         |                                |
| 8                                 | 三井住友銀行（SMBC）                                                     |                                |
| 7                                 | 三井住友銀行（SMBC）                                                     |                                |
| 6                                 | 辦公樓層                                                                 |                                |
| 5                                 | 辦公樓層                                                                 |                                |
| M1                                | 機電層                                                                   |                                |
| U3                                | 辦公室升降機大堂                                                         |                                |
| 3                                 | 辦公室大堂中空部份                                                       |                                |
| U2                                | CLUB ic大堂                                                              |                                |
| 2                                 | 辦公室中轉大堂中空部份                                                   |                                |
| 1                                 | 辦公室中轉大堂、連接IFC Mall出入口通道                                   |                                |
| G                                 | 辦公室入口大堂                                                           |                                |
| B1                                | 港鐵香港站                                                               |                                |
| B2                                | 港鐵香港站                                                               |                                |
| B3                                | 港鐵香港站、停車場、貨物起卸區                                           |                                |
| B4                                | 港鐵香港站、停車場                                                       |                                |
| （不設以下樓層：4樓、14樓及24樓） |                                                                          |                                |

### 升降機配置
國際金融中心一期升降機服務樓層列表（一律採用富士達升降機）
- No. 1-6（6部來往5/F-17/F之升降機）：U3、5-13、15-17
- No. 7-10（4部來往18/F-25/F之升降機）：U3、18-23、25
- No. 11-14（4部來往26/F-32/F之升降機）：U3、26-32
- No. 15-18（4部來往33/F-39/F之升降機）：U3、33-39
- No. 19（載貨升降機）：B3、U3、M1、5-13、15-23、25、M2、M3、26-39
- No. 20（消防及載貨升降機）：B3、G、1、U2、U3、M1、5-13、15-23、25、M2、M3、26-39

（不設以下樓層：4/F, 14/F及24/F）

### 國際金融中心二期

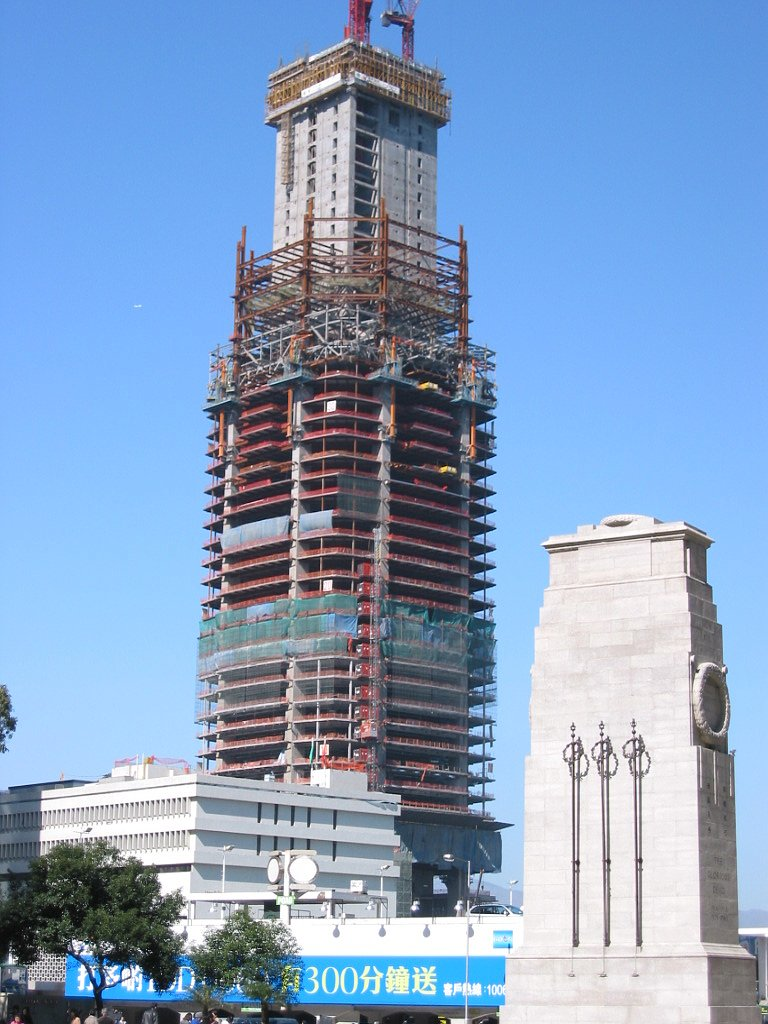
興建中的國金二期
（攝於2001年）

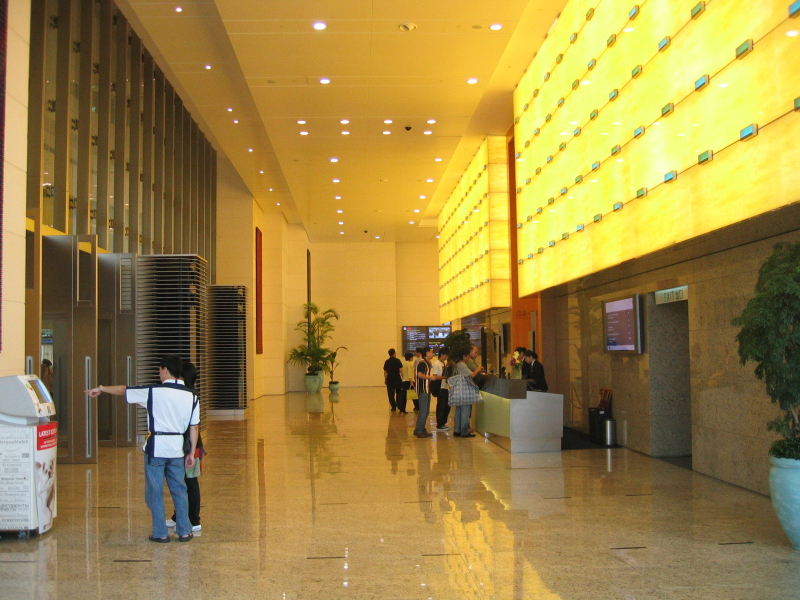
國金二期辦公室升降機大堂

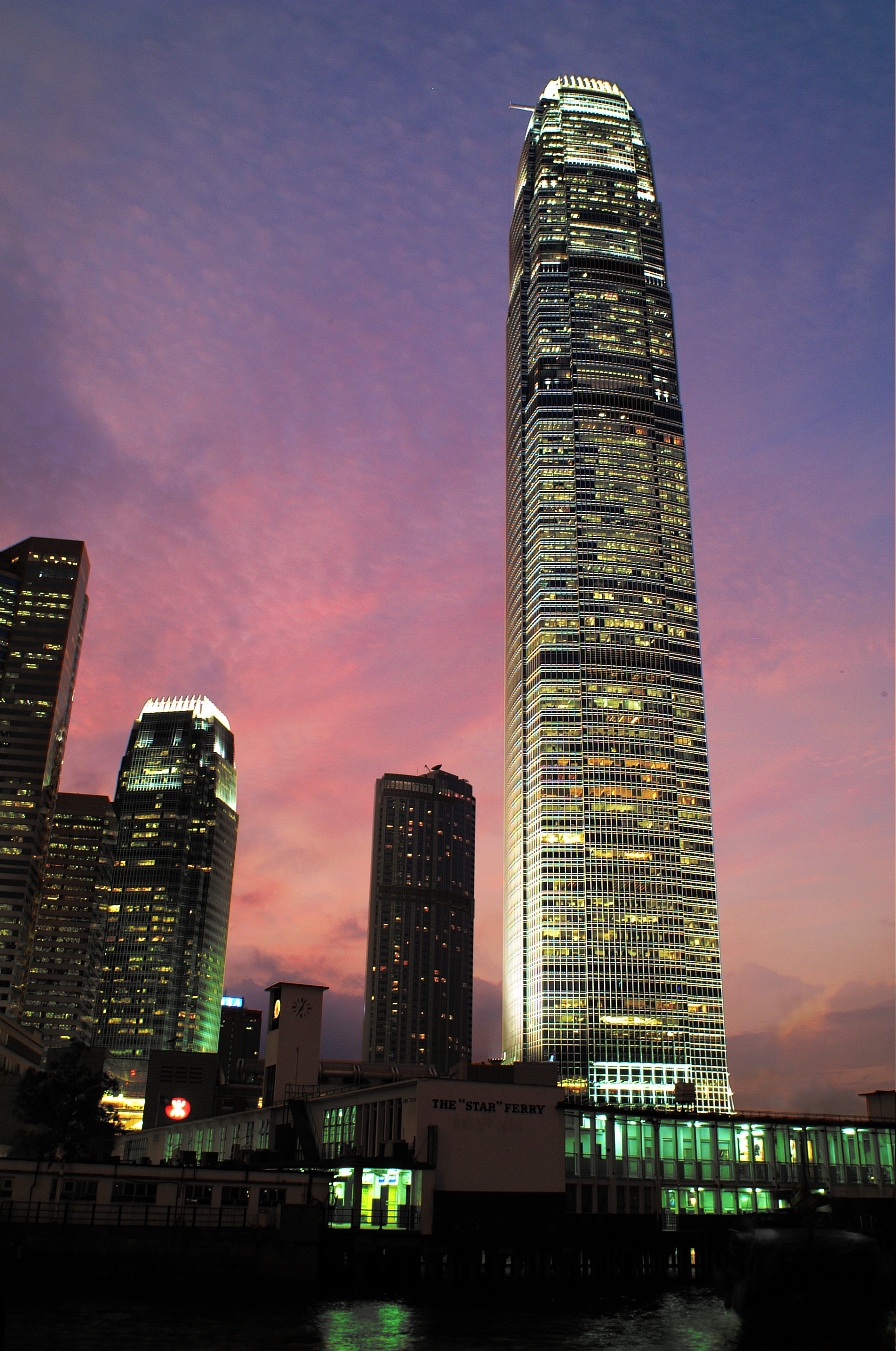
曙暮光下的國際金融中心二期，前景為2006年拆卸的中環天星碼頭

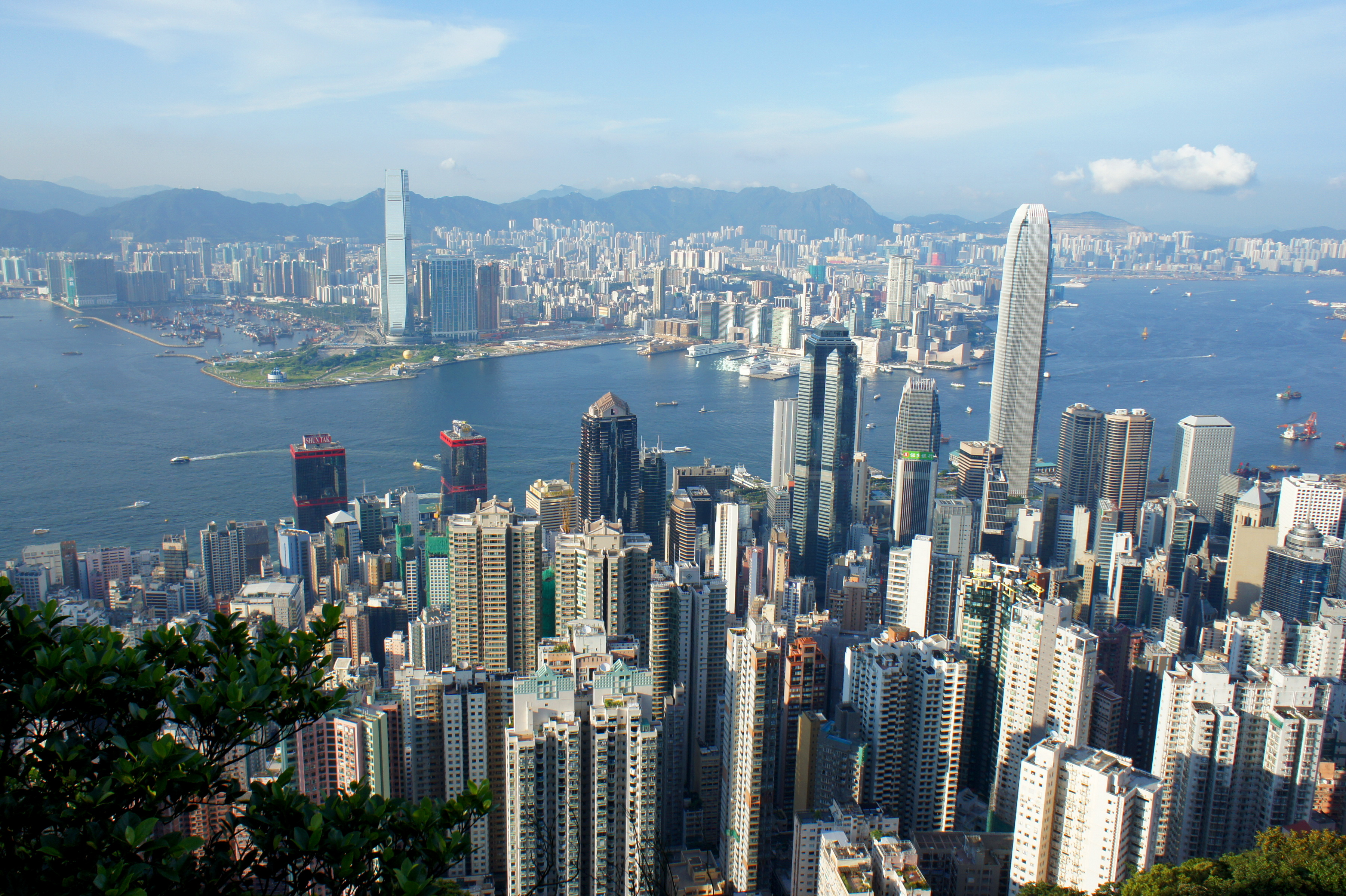
國際金融中心二期和位於西九龍的環球貿易廣場構成「維港門廊」

國際金融中心二期（國金二期），樓高415.8 米，於2003年10月18日入伙，一般說有地上88層，但事實上建築結構（藍圖）有90層樓，地下6層，樓面面積18萬5,805平方米，設有22層交易樓層，有多達62部電梯。其外型設計與國金一期相似，外牆均為玻璃幕牆，在頂層設計皇冠式和象牙形裝飾，晚間由投射燈照射。香港金融管理局總部設於國金二期，是金管局於2001年4月以接近37億港元向發展商購入，包括頂樓在内共14層辦公室面積，曾被部份人士批評浪費公帑。金管局目前持有34萬平方呎樓面，分別位於55樓、56樓部份樓面和77至88樓，部份樓層出租予香港按揭證券公司（80樓，已遷往上環新紀元廣場中遠大廈）、香港存款保障委員會（已遷往灣仔合和中心）及國際結算銀行（78樓）等相關金融機構。金融管理局總裁余偉文的辦公室位於88樓，並可使用私人專用電梯出入，以加強保安及私隱。
國際金融中心二期的升降機系統分為大約10個區域，其中直接連接地下及33樓、1樓及35樓、地下及55樓和1樓及56樓的升降機均採用雙層升降機設計（因受大樓的設計和空間限制而採用）。
國際金融中心二期的主要租戶包括野村集團、德國商業銀行、華平投資（Warburg Pincus）、瑞士聯合銀行集團、美國道富銀行、英國金融時報、盈豐財資市場（CMC Markets）、西班牙對外銀行、桑坦德銀行、盛德律師事務所（Sidley Austin）及台灣中國信託銀行香港分行等，發展商之一的恒基兆業總部亦設於國金二期的71至76樓。
土地註冊處資料顯示，國際金融中心二期最大租戶的瑞士聯合銀行集團，於2012年11月以月租約2175.81萬元，續租國際金融中心2期約8層樓面40至52樓其中八層全層及45樓大半層樓面，以樓面共20.5萬方呎計算，平均呎租約106元，但與03年舊租約呎租32元計，已加租約2.3倍，不但較該廈現時平均呎租約120元低約11%，更低過2009年金融海嘯後的平均呎租約10%。新租約將於2013年7月展開，至2019年6月底期滿。
下列為國際金融中心二期部分租戶樓層分佈：
- 8樓：香港中旅金融投資控股有限公司（802-803，808-810）
- 9樓：黑石集團（901室）
- 10樓： 西班牙桑坦德銀行有限公司（Banco Santander, S.A.）
- 11樓：華美銀行（East West Bank）（1108）
- 12及15樓：渣打銀行（香港）、渣打證券（香港）
- 16樓：Citadel LLC、Citadel Securities（Hong Kong）Limited
- 17樓：威靈頓管理香港有限公司
- 18楼：Citadel Asia Limited
- 19樓：世服宏圖、嵐凱集團、Coller Capital Limited、Sciencelogic Company、BondLend Company、Quinlan & Associates、T3 Aviation Group、Zurich Private Capital、EstateMaster Hong Kong、寰宇移民顧問有限公司、綠野資本集團、和諧汽車
- 20樓：佳兆業集團（2001室）、KDB Asia Limited（2005-2010室）
- 21樓：Greathorse Shipping（2111-2114室）、中國信託商業銀行
- 22樓：品浩投資管理（亞洲）有限公司（PIMCO）（2201室）、高瓴資本集團
- 23樓：中國平安資產管理（香港）有限公司（2301室）
- 25樓：方源資本（亞洲）有限公司（2501-03及14至16室）、東莞銀行（2504-2511室）
- 26樓：傑富瑞金融集團香港有限公司 （Jefferies Group LLC）
- 27樓：新華資產管理（香港）有限公司（2701-2705室）、傑富瑞金融集團香港有限公司（Jefferies Group LLC）（2710-2712室）
- 28樓：中國信託商業銀行
- 29樓：北京銀行香港代表處（2901-2905、2916-2917室）、 國美零售（2912-2915室） 美國列克星敦投資公司 （Lexington Partners）（2906-2909室）
- 30至32樓：野村控股 （Nomura）
- 33樓：Silver Lake（英语：Silver Lake）（3307至3310室）、港鐵公司董事局
- 35樓：易方達資產管理（香港）有限公司（3501-3502室）；索羅斯基金管理（香港）有限公司（3510-3512室）；DIGINEX（3508-3512）
- 36樓：Greenfield Capital；Jeneration Capital；天達融資亞洲有限公司（3609室）
- 37樓：萬盛國際律師事務所（Mallesons Stephen Jaques）、海航集團（37樓01至09及15至16室，合共15,776方呎）
- 38樓：baring（3809-3816室）
- 39樓：盛德律師事務所（Sidley Austin）
- 40樓：中國民生銀行 香港分行
- 41樓：Viking Global Hong Kong、中國民生銀行（4106-4108室）
- 42樓：Citadel LLC、Citadel Securities（Hong Kong）Limited
- 43樓：宜信（CreditEase）（4305-4308室）、Millennium Capital Management（Hong Kong）Limited.（4311-4312室）
- 45、46、47、48、49、50、51及52樓：瑞銀集團（UBS）香港總行
- 55樓、56樓部份樓面、77樓、79樓及80、81、82、83、84、85、86、87及88樓：香港金融管理局
- 57樓：GCM Investments Hong Kong Limited（5714室-5715室）；珠光控股（5702-5703）
- 58樓：General Atlantic（英语：General Atlantic）；藍鼎國際發展有限公司（5801-5804）、海航集團（5811-5814）（8952方呎）
- 59樓：Citadel Securities（Hong Kong）Limited
- 60及63樓：法國巴黎銀行（BNP Paribas）
- 62樓：富蘭克林鄧普頓基金集團（Franklin Templeton Investments）
- 64樓：BGC Partners
- 67樓：China-ASEAN Capital Advisory Company Limited（6713-6716室）、DST Investment Management
- 68、69樓：道富公司（State Street）
- 70樓：博華太平洋（7001-7002，7014-7016）弘毅投資（7006-7011）
- 71、72、73、75及76樓：恒基兆業地產有限公司
- 78樓：國際結算銀行亞太區辦事處
- 79樓：國際貨幣基金組織駐香港特別行政區分處
- 部分由33樓通往43、45、46、47、48、49、50、51及52樓的升降機亦可到達35樓
- 56樓另用作升降機轉乘樓層，但基於大廈保安系統設計，兩個結構並不設公共通道連接，56樓辦公室須由55樓乘搭扶手電梯進入

#### 建築配置
下列僅列出主樓（即辦公大樓部分）的樓層配置；國際金融中心商場因專供購物中心使用，故不另列出。
| 國際金融中心二期主棟樓層配置表                                  | 國際金融中心二期主棟樓層配置表 | 國際金融中心二期主棟樓層配置表 |
| 樓層                                                            | 設施／承租戶 | 備註                           |
| 頂部                                                            | 頂部 | 頂部                           |
| --------------------------------------------------------------- | --- | ------------------------------ |
| UR                                                              | 機電層 | 海拔420公尺                    |
| R                                                               | 機電層 | 海拔420公尺                    |
| 88                                                              | 香港金融管理局 |                                |
| 87                                                              | 香港金融管理局 |                                |
| 86                                                              | 香港金融管理局 |                                |
| 85                                                              | 香港金融管理局 |                                |
| 84                                                              | 香港金融管理局 |                                |
| 83                                                              | 香港金融管理局 |                                |
| 82                                                              | 香港金融管理局 |                                |
| 81                                                              | 香港金融管理局 |                                |
| 80                                                              | 香港金融管理局 |                                |
| 79                                                              | 國際貨幣基金組織駐香港特別行政區分處、香港金融管理局 |                                |
| 78                                                              | 國際結算銀行亞太區辦事處 |                                |
| 77                                                              | 香港金融管理局 |                                |
| 76                                                              | 恒基兆業地產有限公司 |                                |
| 75                                                              | 恒基兆業地產有限公司 |                                |
| 73                                                              | 恒基兆業地產有限公司 |                                |
| 72                                                              | 恒基兆業地產有限公司 |                                |
| 71                                                              | 恒基兆業地產有限公司 |                                |
| 70                                                              | 博華太平洋國際控股有限公司（7001-7002，7014-7016室）、道富銀行（State Street） |                                |
| 69                                                              | 道富公司（State Street） |                                |
| 68                                                              | 道富公司（State Street） |                                |
| 67                                                              | China-ASEAN Capital Advisory Company Limited（6713-6716室）、DST Investment Management |                                |
| 66                                                              | 機電層（65樓為副變壓器房、副電掣房及冷氣機房；66樓為副電掣房及冷氣機房中空） |                                |
| 65                                                              | 機電層（65樓為副變壓器房、副電掣房及冷氣機房；66樓為副電掣房及冷氣機房中空） |                                |
| R4                                                              | 避火層 |                                |
| 64                                                              | BGC Partners |                                |
| 63                                                              | 法國巴黎銀行 |                                |
| 62                                                              | |                                |
| 61                                                              | |                                |
| 60                                                              | 法國巴黎銀行 |                                |
| 59                                                              | |                                |
| 58                                                              | General Atlantic；藍鼎國際發展有限公司（5801-5804室）、海航集團（5811-5814室）（8952方呎） |                                |
| 57                                                              | GCM Investments Hong Kong Limited（5714室-5715室）；珠光控股（5702-5703室） |                                |
| 56                                                              | 空中大堂、香港金融管理局 |                                |
| 55                                                              | 空中大堂、香港金融管理局 |                                |
| 54                                                              | 機電層 |                                |
| 53                                                              | 機電層 |                                |
| R3                                                              | 避火層 |                                |
| 52                                                              | 瑞銀集團（UBS） |                                |
| 51                                                              | 瑞銀集團（UBS） |                                |
| 50                                                              | 瑞銀集團（UBS） |                                |
| 49                                                              | 瑞銀集團（UBS） |                                |
| 48                                                              | 瑞銀集團（UBS） |                                |
| 47                                                              | 瑞銀集團（UBS） |                                |
| 46                                                              | 瑞銀集團（UBS） |                                |
| 45                                                              | 瑞銀集團（UBS） |                                |
| 43                                                              | 香港鐵路有限公司、宜信（4305-4308室）、 China Chengtong（Hong Kong） Asset Management Co. Ltd.（4311-4312室） |                                |
| 42                                                              | 國信證券（香港）融資有限公司、香港鐵路有限公司 |                                |
| 41                                                              | 香港鐵路有限公司、Viking Global Hong Kong、中國民生銀行（4106-4108室） |                                |
| 40                                                              | 中國民生銀行 香港分行 |                                |
| 39                                                              | 盛德律師事務所（Sidley Austin）、香港鐵路有限公司 |                                |
| 38                                                              | 香港鐵路有限公司、澳新銀行（3809-3816室） |                                |
| 37                                                              | 萬盛國際律師事務所（Mallesons Stephen Jaques）、海航集團（37樓01至09及15至16室）、 香港鐵路有限公司 |                                |
| 36                                                              | Greenfield Capital、Jeneration Capital、天達融資亞洲有限公司（3609室）、香港鐵路有限公司 |                                |
| 35                                                              | 空中大堂、香港鐵路有限公司、易方达资产管理（香港）有限公司（3501-3502）、 索羅斯基金管理（香港）有限公司（3510-3512）、DIGINEX（3508-3512） |                                |
| 33                                                              | 空中大堂、香港鐵路有限公司、Silver Lake（3307至3310室） |                                |
| 32B                                                             | 機電層（32A樓為副變壓器房、副電掣房及冷氣機房；32B樓為副電掣房及冷氣機房中空） |                                |
| 32A                                                             | 機電層（32A樓為副變壓器房、副電掣房及冷氣機房；32B樓為副電掣房及冷氣機房中空） |                                |
| R2                                                              | 避火層 |                                |
| 32                                                              | 野村控股 （Nomura） |                                |
| 31                                                              | 野村控股 （Nomura） |                                |
| 30                                                              | 野村控股 （Nomura） |                                |
| 29                                                              | 北京銀行香港代表處（2901-2905室、2916-2917室）、 國美零售（2912-2915） 美國列克星敦投資公司 （Lexington Partners）（2906-2909） |                                |
| 28                                                              | 中國信託商業銀行 |                                |
| 27                                                              | 新華資產管理（香港）有限公司（2701-2705室）、傑富瑞金融集團香港有限公司（Jefferies Group LLC）（2710-2712） |                                |
| 26                                                              | 傑富瑞金融集團香港有限公司（Jefferies Group LLC）（2710-2712） |                                |
| 25                                                              | 方源資本（亞洲）有限公司（2501-03及14至16室）、東莞銀行（2504-2511室） |                                |
| 23                                                              | 中國平安資產管理（香港）有限公司 |                                |
| 22                                                              | PIMCO（2201室） |                                |
| 21                                                              | Greathorse Shipping（2111-2114室） |                                |
| 20                                                              | 佳兆業集團（2001室） |                                |
| 19                                                              | 世服宏圖、嵐凱集團、Coller Capital Limited、Sciencelogic Company、BondLend Company、 Quinlan & Associates、ST.Morse Capital摩斯智投、T3 Aviation Group、Zurich Private Capital、EstateMaster Hong Kong、 寰宇移民顧問有限公司、綠野資本集團、和諧汽車 |                                |
| 18                                                              | 澳豐証券香港有限公司（1812-1814室） |                                |
| 17                                                              | 辦公樓層 |                                |
| 16                                                              | 英美菸草 |                                |
| 15                                                              | 渣打銀行（香港）、渣打證券（香港） |                                |
| 12                                                              | 渣打銀行（香港）、渣打證券（香港） |                                |
| 11                                                              | 華美銀行（East West Bank）（1108室） |                                |
| 10                                                              | 西班牙桑坦德銀行有限公司（Banco Santander, S.A.） |                                |
| 9                                                               | 黑石集團 |                                |
| 8                                                               | 香港中旅金融投資控股有限公司（802-803室，808-810室） |                                |
| R1                                                              | 避火層 |                                |
| 7                                                               | 機電層 |                                |
| 6                                                               | 機電層 |                                |
| 4                                                               | Pure Fitness（4012-4017號舖）、Shake Shack（4018號舖） |                                |
| U3                                                              | 機電層 |                                |
| 3                                                               | Rue Madame(3082a號舖)、Pure Fitness（3082b號舖）、國金軒（3101-3107號舖）、唐述（3101-3107號舖） |                                |
| 2                                                               | 辦公室升降機大堂中空部份（不計算樓層） |                                |
| 1                                                               | 辦公室升降機大堂、連接IFC Mall出入口通道 |                                |
| G                                                               | 辦公室升降機大堂、上落客區 |                                |
| B1                                                              | 機場快線停車場 |                                |
| B2                                                              | 機電層 |                                |
| B3M                                                             | 機電層 |                                |
| B3                                                              | 停車場、貨物起卸區 |                                |
| B4                                                              | 停車場、機電層 |                                |
| B5                                                              | 停車場、機電層 |                                |
| （不設以下樓層：5樓、13樓、14樓、24樓、34樓、44樓、54樓及74樓） | |                                |

### 升降機配置
國際金融中心二期升降機服務樓層列表（一律採用奧的斯升降機）
- No. 1-8（來往空中大堂之升降機，雙層）：G/1、55/56
- No. 9-16（8部來往19/F-32/F之升降機）：1、19-23、25-32
- No. 17-22（來往空中大堂之升降機，雙層）：G/1、33/35
- No. 23-28（6部來往8/F-18/F之升降機）：1、8-12、15-18
- No. 29（消防及載貨升降機）：G、1、3、U3、4、6、7、R1、8-12、15-23、25-32、R2、32A、32B、33、35-43、45-52、R3、53、55-64、R4、65-73、75、76
- No. 30（載貨升降機）：G、1、3、U3、4、6、7、R1、8-12、15-23、25-32、R2、32A、32B、33、35-43、45-52、R3、53、55-64、R4、65-73、75-88
- No. 31（消防及載貨升降機）：G、1、3、U3、4、6、7、R1、8-12、15-23、25-32、R2、32A、32B、33、35-43、45-52、R3、53、55-64、R4、65-73、75-88
- No. 32（行政人員專用升降機）：G、1、U3、33、35、52、55、56、76、88
- No. 33-36（4部來往35/F-42/F之升降機）：35-42
- No. 37-39（3部來往43/F-52/F之升降機）：33、43、45-52
- No. 40-42（3部來往43/F-52/F之升降機）：33、35、43、45-52
- No. 43-46（4部來往56/F-64/F之升降機）：56-64
- No. 47-52（6部來往67/F-76/F之升降機）：56、57、67-73、75、76
- No. 53-58、61-62（8部來往77/F-88/F之升降機）：55、77-88
- No. 59-60（2部來往77/F-88/F之升降機）：77-88
- No. 65（Shake Shack餐廳專用之升降機）：3、4
- No. 120-121（停車場專用之升降機）：B5-B3、G、1、U3（不停U3/F）

（不設以下樓層：5/F, 13/F, 14/F, 24/F, 34/F, 44/F, 54/F及74/F）

### 國際金融中心商場

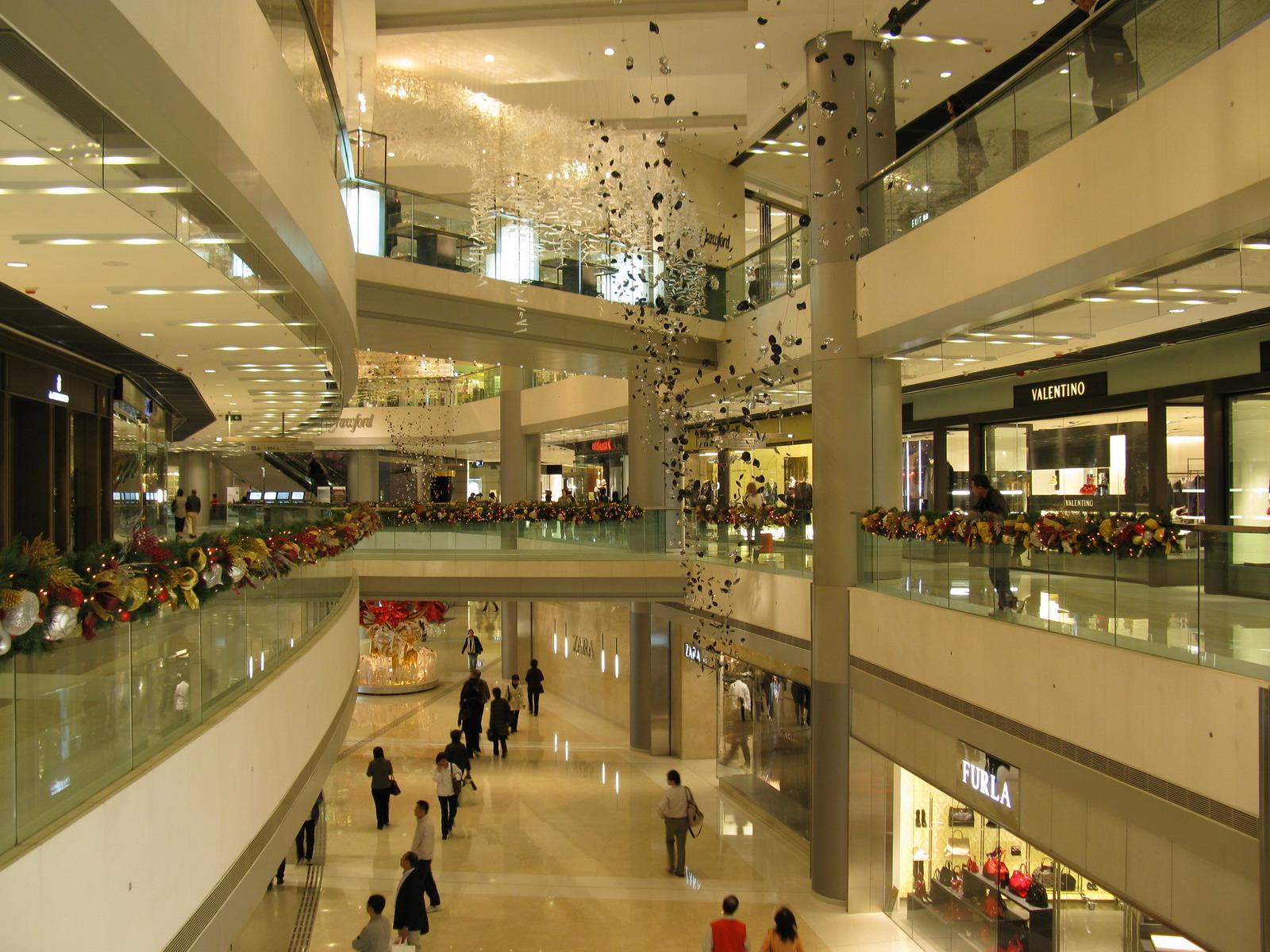
國際金融中心商場內部

國際金融中心商場（ifc mall）商場分兩期落成，分別於1999年及2003年開業。商場樓高四層，總面積達80萬平方呎，毗連國際金融中心一期及二期頂級寫字樓、世界級的四季酒店及四季匯套房酒店。場內雲集名店近200間，商戶組合多樣化，當中包括多個國際知名的時尚服飾、潮流配飾、美容護膚、禮品、戲院及食肆等。主要商戶包括citysuper、連卡佛、Palace ifc 戲院及Apple Store。
商場4樓頂層為平台花園，設有多間特色的酒吧，遊人可享受室外的微微海風，遠眺維多利亞港的美景。

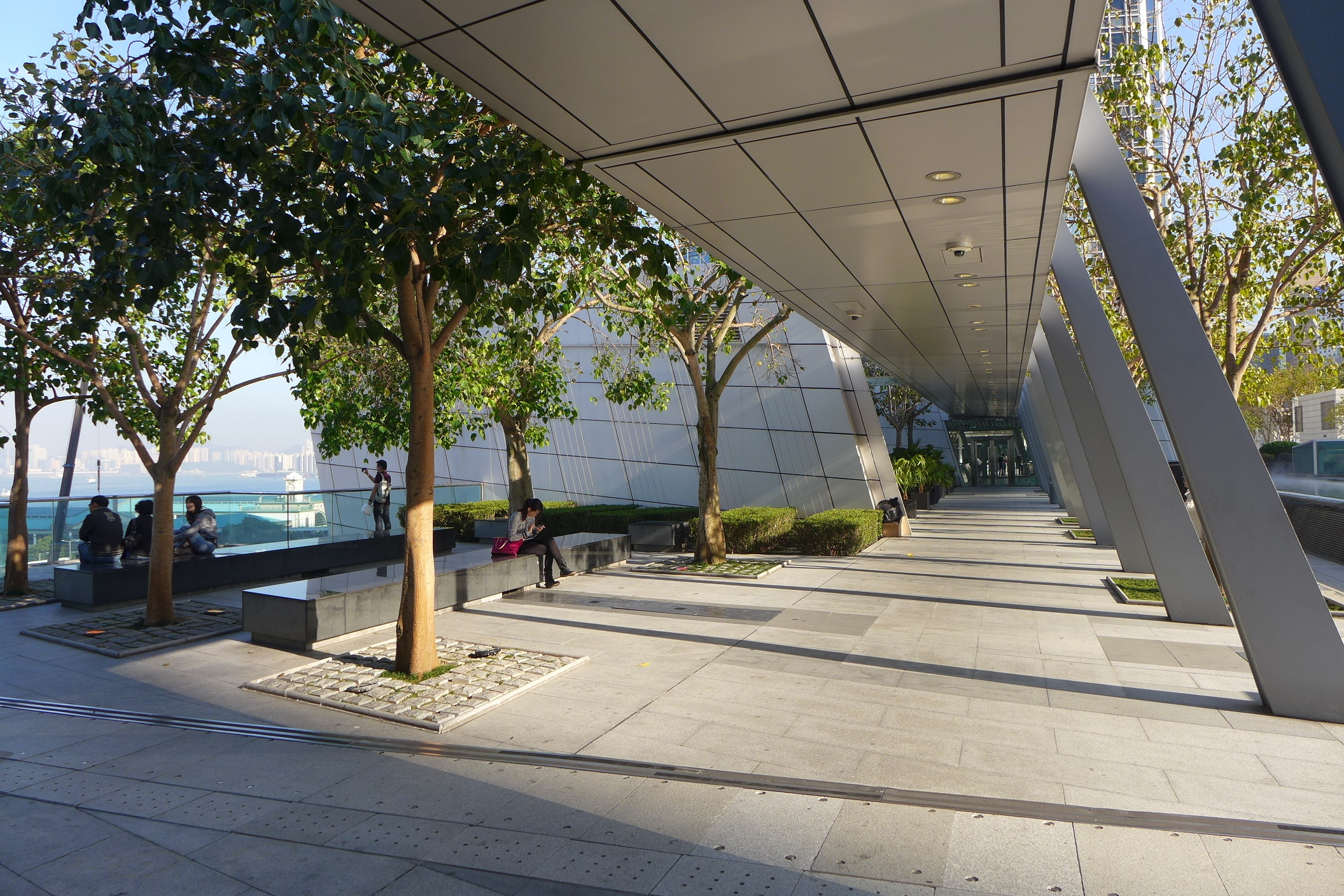
4樓的平台花園為公共空間

### 香港四季酒店

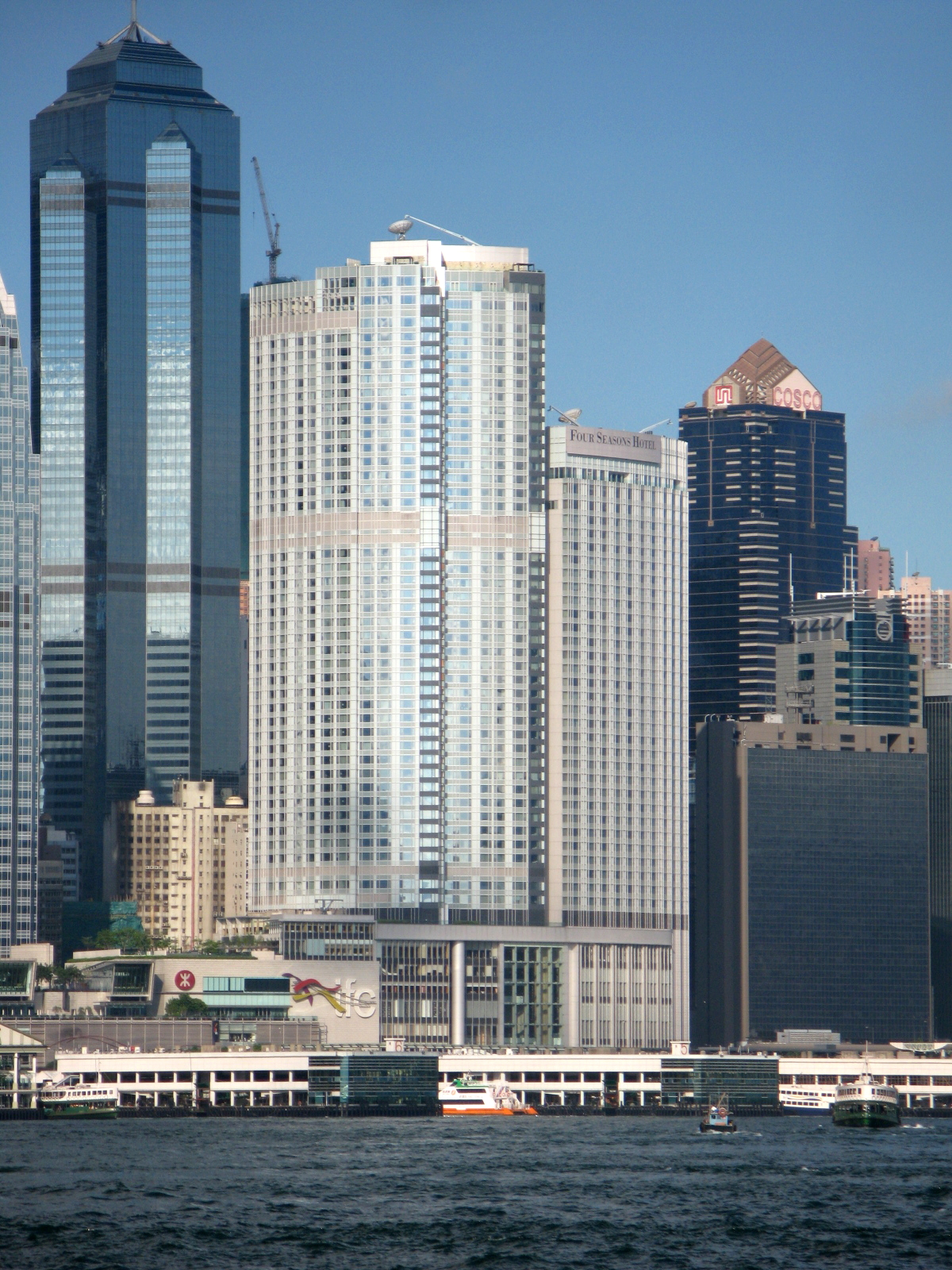
從九龍眺望，由左至右：中環中心、四季匯及香港四季酒店

香港四季酒店是國際金融中心的酒店部份，亦是國際金融中心最後一期計劃，由四季酒店集團管理，於2005年9月開幕。

#### 四季匯
位於四季酒店旁的服務式套房酒店四季匯（Four Seasons Place），提供六星級酒店服務。

### Apple Store

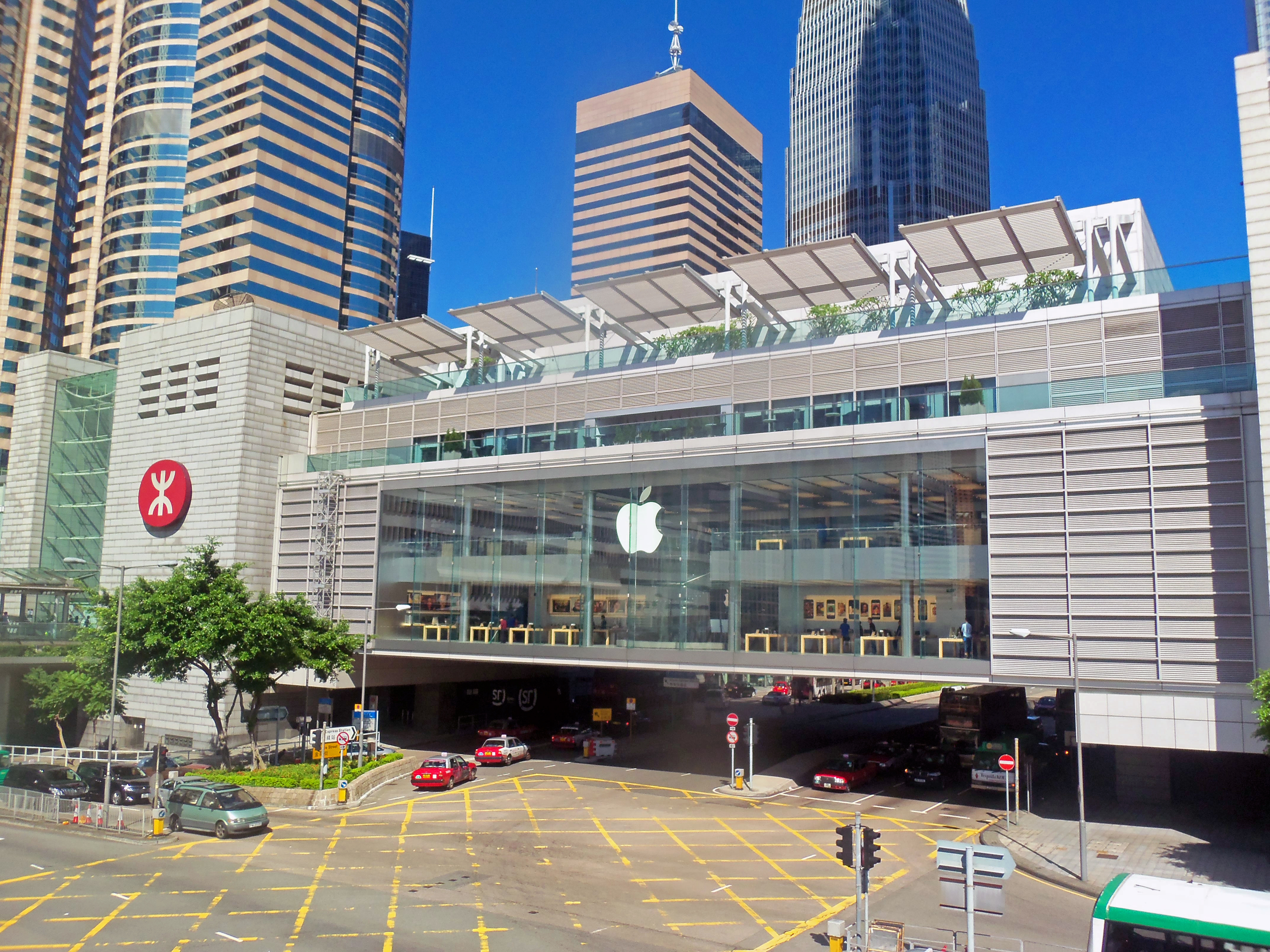
國際金融中心商場的蘋果商店

2011年2月25日，南華早報報道蘋果公司會租用國際金融中心商場開設香港第一間蘋果零售店，據報道指有關蘋果零售店的租約為期10年，佔地15000方呎，於2011年年底開幕。報道引述蘋果公司發言人指有關蘋果零售店將類似在倫敦，巴黎及上海的蘋果零售店。苹果曾宣称该店为“中环新核心”以及“前往香港的全新理由”。
2011年9月24日上午九時，香港首家Apple Store 於國際金融中心商場開幕，是蘋果公司在美國境外的第一百間分店。店舗開設於東面連接一期與二期商場的天橋上，正門設於一樓，由玻璃旋轉樓梯貫通兩層成為複式單位，並於面向龍和道的落地玻璃懸掛大型發光蘋果標誌。
蘋果店內分為出納區及陳列室。店內蘋果電子產品供公眾人士免費試用，顧客如有要求，可以由駐場技術人員一對一即時指導。

## 特色
- 國際金融中心是世界少數採用雙層升降機的大廈之一，國金二期共有升降機62部，乘升降機由地面至90樓的頂層只需2分鐘，共有2,500級樓梯。
- 在國金兩座辦公室大廈工作的所有職員均獲發給一張八達通卡或登记已有八達通，以供出入大廈時保安檢查之用。
- 整個國際金融中心的公共休憩地方共有14萬平方尺，停車場車位則有1800個。
- 在國金二期興建高峰期，每日有3,500人同時進行工程，建築每一層平均所需時間為3日。

## 重要活動

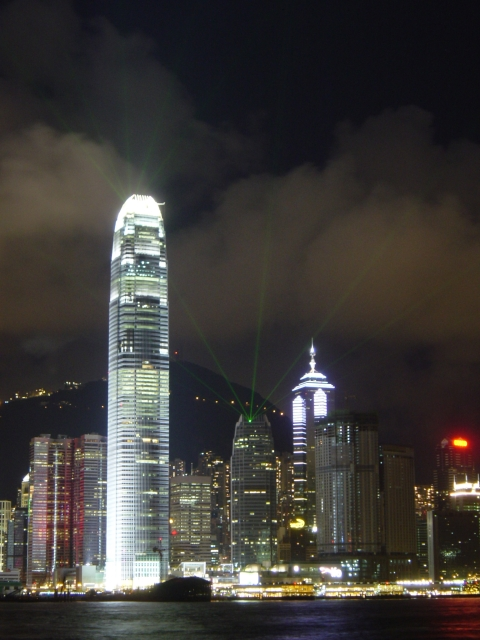
國際金融中心在參與幻彩詠香江

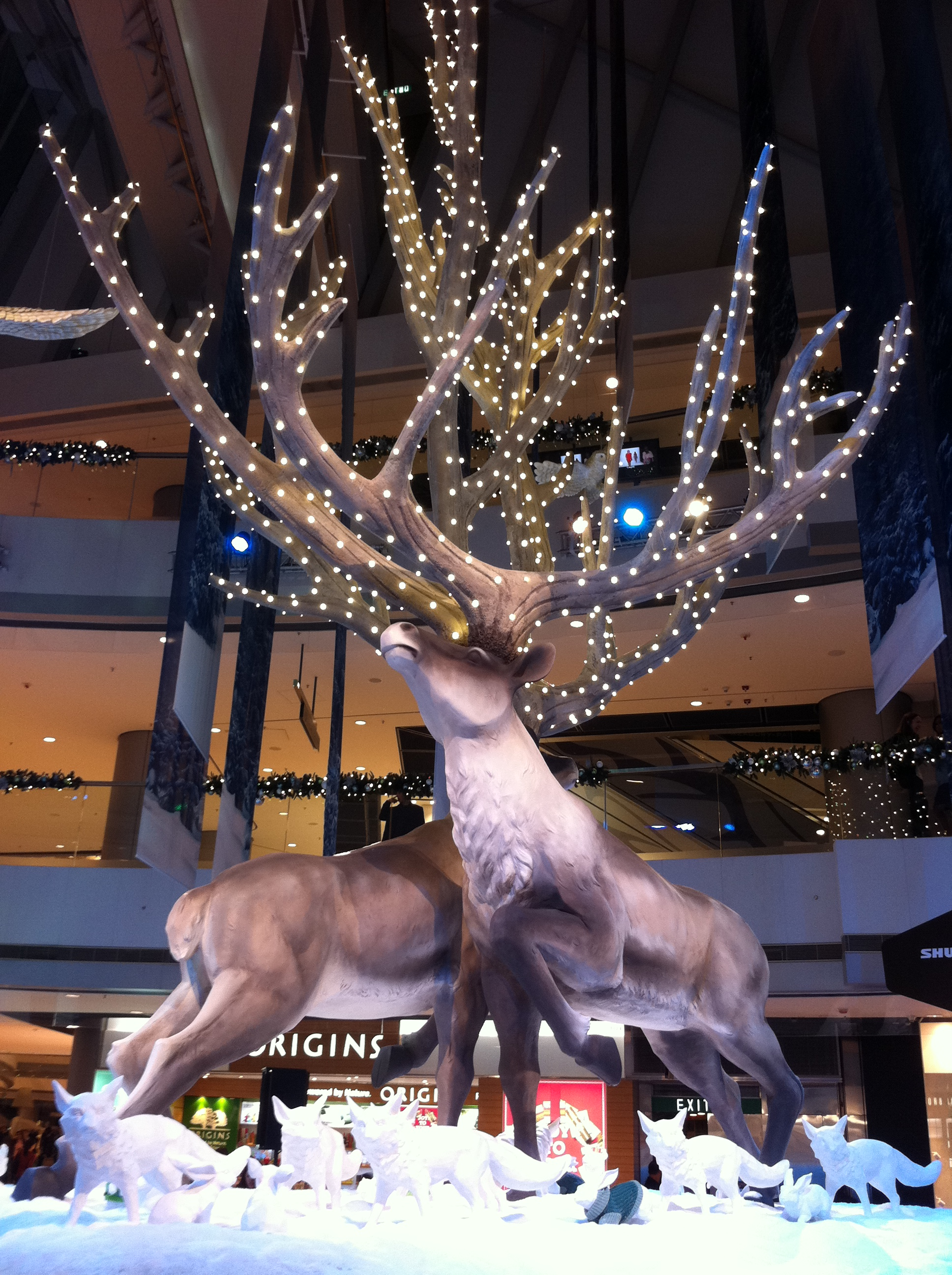
2012年11月 ifc 商場的聖誕裝飾

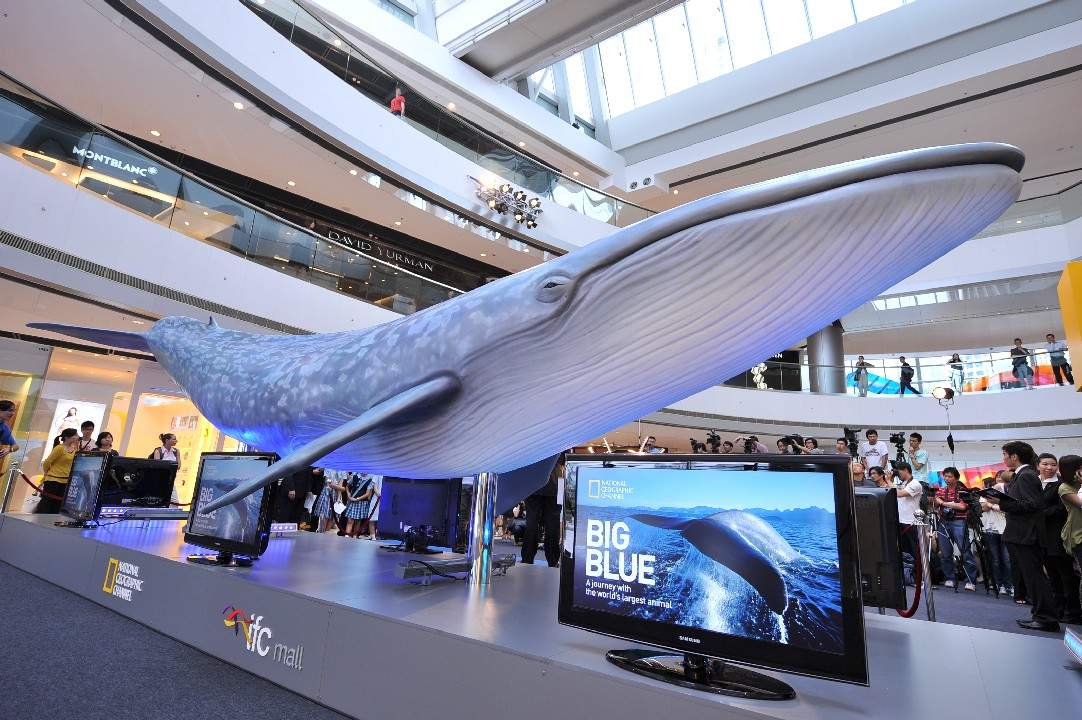
2009年國家地理頻道幼藍鯨雕塑

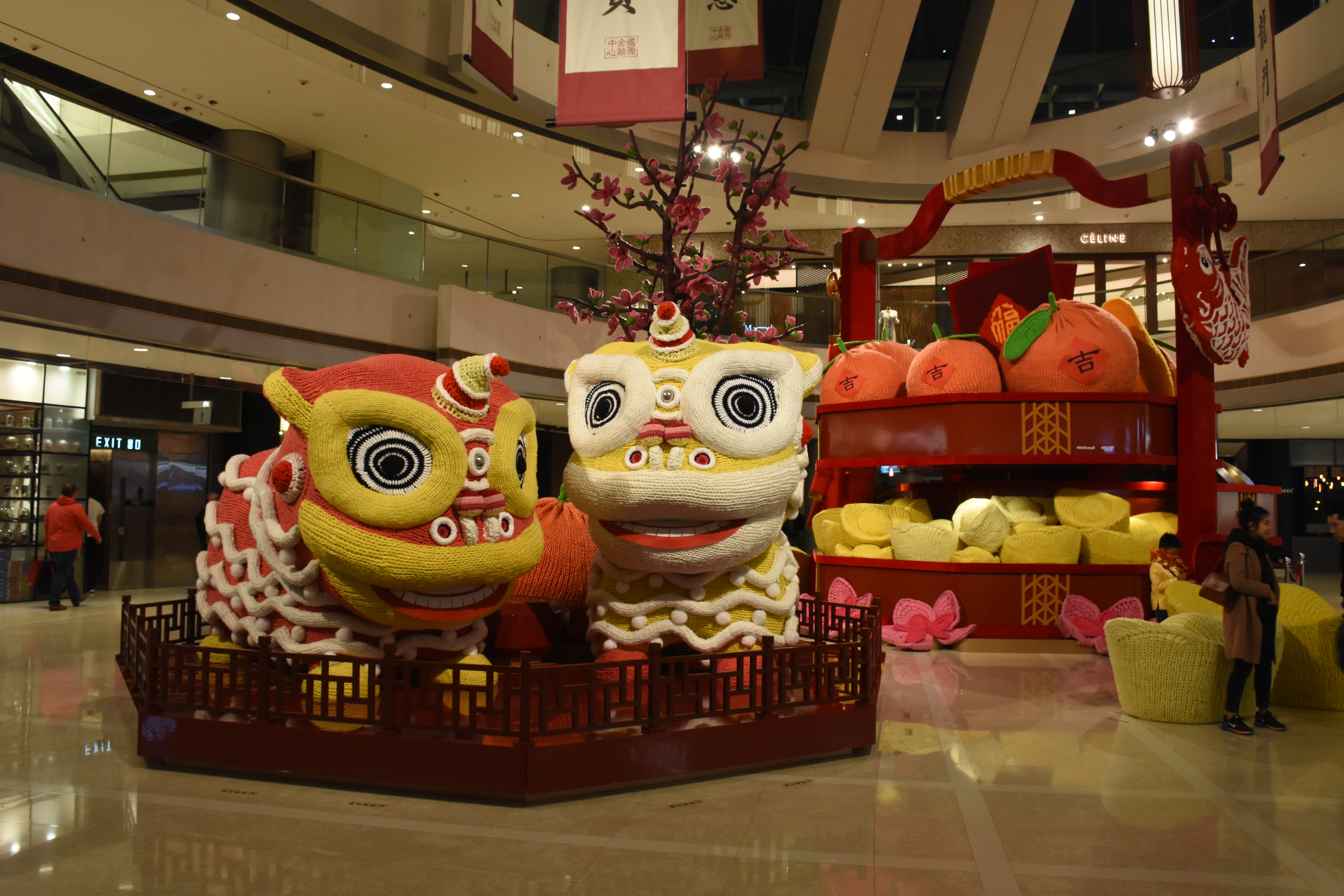
2017年 ifc 商場的農曆新年裝飾

- 國金二期在興建時，曾被借用作拍攝電影《2》部份危險動作鏡頭的背景。
- 2003年9月，國金二期落成啟用前，英國金融時報、滙豐及國泰航空曾在國金二期的玻璃外牆以模仿金融時報版面的報章形式賣廣告。其中東面和北面報章的高度超過50層，達226米，覆蓋面積達19,000平方米，以網狀布料製成，是世界最大的報章及摩天大樓戶外廣告。
- 2004年10月，法國國寶，畫家畢加索在1917年為俄羅斯芭蕾舞家狄亞基列夫（Serge de Diaghilev）同名芭蕾舞劇繪畫的最大幅帷幕畫《巡遊》於國際金融中心商場展出，並由專程來港的法國總統希拉克主持儀式。為保護此幅作品，商場需特別安裝深色的布簾遮擋強光，及把燈光調至較暗，以免損害畫上的油彩；保安亦需特別加強。
- 國金二期每年一度舉行跑樓梯比賽，參加者由地面跑上第88樓，為慈善機構籌款。
- 2006年2月11日零時開始，長跑好手Mark Sharp及Graeme Deuchars以17.5小時，從國金二期地面重覆23次步行樓梯至頂樓，步行高度共8,800多米，相當於珠穆朗瑪峰的高度。活動為3個慈善團體籌得超過40萬港元。
- 2006年2月19日，第9屆世界消防競技大賽在香港舉行，比賽項目亦包括國金二期跑樓梯比賽，由香港消防處救護員黃家偉以14分54秒勝出。
- 2006年5月17日，電影《達文西密碼》的慈善首映禮在國際金融中心Palace IFC電影院舉行，出席人士包括香港特別行政區行政長官曾蔭權。
- 2007年11月11日晚至12日凌晨，曾被借用作拍攝電影《蝙蝠俠—黑夜之神》的場景。當時拍攝的一個鏡頭，是蝙蝠俠從國金頂樓一躍而下。
- 2007年12月31日，國金倒數活動首度舉行。是日除了是首個高清製作的倒數活動外，更是香港的倒數活動首次作全球播放，並有煙火匯演，和台灣台北101大樓相同。
- 2008年12月聖誕，商場在佈置聖誕裝飾時特意在一樓矗立全港首創、高達40呎的室內旋轉摩天輪；其裝嵌過程動員超過20名技術人員及耗時10日完成，為本港購物商場史上獨有。
- 2009年5月，國家地理頻道在商場展出亞洲首座一比一大小的幼藍鯨雕塑，以模仿一條年約九個月大的雌性藍鯨，為公眾介紹此海洋瀕危動物的真實一面。
- 2010年6月，全港第一古董香水瓶收藏家高世章於國際金融中心商場舉辦《尋香記》《Time In A Bottle》古董香水瓶展覽，首度公開其精選百件絕版古董香水瓶珍藏。高氏把香水瓶歸納起來，想出十三個場景，用香水瓶充當角色去訴說一對戀人的傳說。
- 2012年4月12日起至5月10日「I Love Lyuba：冰河時期長毛象寶寶」，期間展出了幼崽長毛象Lyuba的珍貴遺骸及詳述其死亡的原因。

## 自殺事件
- 2017年7月28日，一名53歲患上抑鬱症姓劉女子，懷疑思念亡母，於商場4樓平台位置跳樓自殺，重創昏迷，最終搶救後不治。[16]
- 2018年8月16日下午5時許，一名任職於中環一間設計公司，37歲鄭姓男子，由商場4樓平台跳樓自殺，倒卧在民祥街當場死亡。警方發現死者懷疑有財政問題。[17]
- 2019年6月3日下午4時14分，一名在47歲姓賴的男子，疑因生活及金錢問題不開心，從商場4樓平台墮下到對開的金融街，重傷昏迷，最終送往瑪麗醫院搶救後不治。[18]
- 2019年6月30日，一名任職文員，有因社會事件負面情緒的29歲女子由商場4樓平台跳樓自殺，倒卧在民祥街，延至晚上9時搶救後不治。[19]女子在墮樓前曾致電男友處理身後事，其後更在facebook提及「香港，加油。我希望可以看到你們的勝利。七一我去不了，其實真的絕望透了。」[20]

## 爭議
- 不少人批評國際金融中心二期，阻擋了太平山頂及中環、半山區一帶望向維多利亞港的景色，並被部份港人與一期合稱為「兩支香」。[21]
- 國際金融中心業主反對在商場外填海，以保障大廈能享有無敵海景[22]。業主亦聯同商戶反對在商場外興建阻擋商場及商廈的建築。

## 發展商
- 地鐵公司（今港鐵公司）
- 新鴻基地產 50%
- 恆基兆業地產 32.5%
- 香港中華煤氣15.8%
- 中銀香港屬下新中地產

## 交通
國際金融中心底層連接中區行人天橋系統，連接鄰近建築物包括交易廣場、香港郵政總局及中環碼頭，地面則設有蓋巴士總站、的士站及停車場等交通設施。